# Thapsus
Thapsus, quelquefois francisé en Thapse, est un site antique situé à l'est de l'actuelle Tunisie.

Les ruines de la cité sont encore visibles à Ras Dimass, près de Bekalta, approximativement à 200 kilomètres au sud-est de Carthage. Dion Cassius décrit son environnement en ces termes : 
« Or Thapsus est située dans une sorte de presqu'île, longée qu'elle est, d'un côté par la mer, de l'autre par un marais. »
Ils comprennent les restes d'un môle, de thermes, de grands bâtiments publics dotés d'hypocaustes, d'un amphithéâtre et d'un grand réservoir. Une nécropole punique se trouve également dans les environs.
Dans une tribune publiée en 2011, l'archéologue Habib Ben Younes dénonce une « invasion lente et silencieuse » du site par le tissu urbain, menaçant ainsi le patrimoine archéologique. En 2019, un programme interdisciplinaire, paléo-environnemental et archéologique est mis en œuvre par le gouvernement tunisien.

## Histoire
La ville fut peut-être fondée par les Phéniciens à proximité d'un lac salé. Après la troisième guerre punique et la destruction de Carthage, elle sert de ville marchande à la province autonome de Byzacène en Afrique romaine.
Le 6 avril de l'an 46 av. J.-C., Jules César remporte une victoire importante sur Metellus Scipion et le roi numide Juba Ier lors de la bataille de Thapsus durant laquelle d'énormes pertes humaines sont dénombrées à proximité de la ville. César exige alors le paiement de 50 000 sesterces aux vaincus. La bataille marque la fin de l'opposition à César en Afrique et Thapsus devient dès lors une colonie romaine. Dans Cornélie, Robert Garnier a raconté cette bataille.
Trouvé non loin de Thapsus, le trésor de Fadhiline est constitué de près de 5 000 monnaies du IIIe siècle.

## Urbanisme
La date de fondation de la ville est encore impossible à déterminer mais on a pu dater les matériaux les plus précoces du VIe siècle av. J.-C. La majeure partie de la ville reste ensevelie. Elle comportait un amphithéâtre et un aqueduc alimentait 26 réservoirs. Les découvertes archéologiques ont permis de déterminer les activités économiques de la ville que sont l'oléiculture, la viticulture et les salaisons de poissons.